# Ганамаулу (Гаваї)
Ганамаулу (англ. Hanamaulu) — переписна місцевість (CDP) в США, в окрузі Кауаї штату Гаваї. Населення — 4994 особи (2020).

## Географія
Ганамаулу розташований за координатами 21°59′48″ пн. ш. 159°20′49″ зх. д. / 21.99667° пн. ш. 159.34694° зх. д. (21.996770, -159.346968).  За даними Бюро перепису населення США в 2010 році переписна місцевість мала площу 3,75 км², з яких 3,29 км² — суходіл та 0,46 км² — водойми.

### Клімат
Громада знаходиться у зоні, котра характеризується кліматом тропічних саван. Найтепліший місяць — серпень із середньою температурою 26.3 °C (79.3 °F). Найхолодніший місяць — лютий, із середньою температурою 21.9 °С (71.4 °F).
| Клімат Ганамаулу        | Клімат Ганамаулу | Клімат Ганамаулу | Клімат Ганамаулу | Клімат Ганамаулу | Клімат Ганамаулу | Клімат Ганамаулу | Клімат Ганамаулу | Клімат Ганамаулу | Клімат Ганамаулу | Клімат Ганамаулу | Клімат Ганамаулу | Клімат Ганамаулу | Клімат Ганамаулу |
| Показник                | Січ.             | Лют.             | Бер.             | Квіт.            | Трав.            | Черв.            | Лип.             | Серп.            | Вер.             | Жовт.            | Лист.            | Груд.            | Рік              |
| Абсолютний максимум, °C | 30               | 30               | 31,1             | 31,1             | 31,1             | 31,7             | 31,7             | 32,2             | 32,2             | 32,2             | 31,7             | 30,6             | 32,2             |
| Середній максимум, °C   | 25,5             | 25,4             | 25,7             | 26,2             | 27,3             | 28,4             | 28,9             | 29,2             | 29,3             | 28,5             | 27,1             | 25,9             | 27,3             |
| Середня температура, °C | 21,9             | 21,9             | 22,4             | 23,2             | 24,2             | 25,4             | 26               | 26,3             | 26,2             | 25,4             | 24,2             | 22,7             | 24,2             |
| Середній мінімум, °C    | 18,4             | 18,4             | 19,1             | 20,1             | 21,2             | 22,4             | 23,1             | 23,4             | 23,1             | 22,3             | 21,2             | 19,6             | 21               |
| Абсолютний мінімум, °C  | 10               | 11,1             | 10,6             | 13,3             | 14,4             | 16,1             | 16,7             | 18,9             | 18,3             | 16,1             | 13,9             | 11,1             | 10               |
| Норма опадів, мм        | 127              | 88               | 116              | 71               | 64               | 41               | 52               | 51               | 57               | 105              | 130              | 135              | 1036             |
| Днів з опадами          | 14               | 13               | 16               | 17               | 15               | 17               | 19               | 18               | 16               | 18               | 18               | 17               | 198              |
| ----------------------- | ---------------- | ---------------- | ---------------- | ---------------- | ---------------- | ---------------- | ---------------- | ---------------- | ---------------- | ---------------- | ---------------- | ---------------- | ---------------- |
| Джерело: Weatherbase    |                  |                  |                  |                  |                  |                  |                  |                  |                  |                  |                  |                  |                  |

## Демографія
Згідно з переписом 2010 року, у переписній місцевості мешкало 3835 осіб у 1055 домогосподарствах у складі 831 родини. Густота населення становила 1023 особи/км².  Було 1107 помешкань (295/км²).
Расовий склад населення:
| - 57,0 % — азіатів - 9,1 % — білих - 8,1 % — вихідців з тихоокеанських островів - 0,4 % — чорних або афроамериканців - 0,1 % — корінних американців |

До двох чи більше рас належало 24,6 %. Частка іспаномовних становила 8,0 % від усіх жителів.
За віковим діапазоном населення розподілялося таким чином: 27,4 % — особи молодші 18 років, 57,4 % — особи у віці 18—64 років, 15,2 % — особи у віці 65 років та старші. Медіана віку мешканця становила 36,7 року. На 100 осіб жіночої статі у переписній місцевості припадало 98,3 чоловіків;  на 100 жінок у віці від 18 років та старших — 93,2 чоловіків також старших 18 років.
Середній дохід на одне домашнє господарство  становив 74 705 доларів США (медіана — 60 568), а середній дохід на одну сім'ю — 75 288 доларів (медіана — 62 341). Медіана доходів становила 34 539 доларів для чоловіків та 32 368 доларів для жінок. За межею бідності перебувало 8,3 % осіб, у тому числі 9,5 % дітей у віці до 18 років та 9,1 % осіб у віці 65 років та старших.
Цивільне працевлаштоване населення становило 2509 осіб. Основні галузі зайнятості: мистецтво, розваги та відпочинок — 31,6 %, роздрібна торгівля — 16,5 %, науковці, спеціалісти, менеджери — 11,6 %, освіта, охорона здоров'я та соціальна допомога — 11,0 %.